# NGC 6972
NGC 6972 је лентикуларна галаксија у сазвежђу Делфин која се налази на NGC листи објеката дубоког неба.
Деклинација објекта је + 9° 53' 59" а ректасцензија 20h 49m 58,9s. Привидна величина (магнитуда) објекта NGC 6972 износи 13,2 а фотографска магнитуда 14,1. NGC 6972 је још познат и под ознакама UGC 11640, MCG 2-53-4, CGCG 425-11, NPM1G +09.0513, PGC 65485.